# Hakan Fidan
Hakan Fidan (Ankara, 17 luglio 1968) è un politico e funzionario turco, ministro degli Esteri della Turchia dal 5 giugno 2023.

## Biografia
Fidan è nato nel 1968 nel distretto di Altındağ di Ankara da padre curdo originario di Varto e madre turca originaria di Denizli.
Dal 1986 al 2001 ha prestato servizio come sottufficiale nelle Forze armate turche, alternando gli studi in scienze della comunicazione e lingue. Dopo essersi congedato dal servizio militare, si è laureato in management e scienze politiche presso l'University of Maryland Global Campus, per poi conseguire master e dottorato presso l'Università di Bilkent. Ha quindi proseguito gli studi accademici presso l'Agenzia internazionale per l'energia atomica a Vienna, l'Istituto di ricerca delle Nazioni Unite sul disarmo a Ginevra e il Verification Technologies Research Center a Londra.
Dal 2003 al 2007 è stato dirigente dell'Agenzia turca di cooperazione e coordinamento nonché vice-sottosegretario presso l'ufficio del primo ministro Recep Tayyip Erdoğan a partire dallo stesso anno. Fidan è stato quindi nominato direttore del Millî İstihbarat Teşkilatı, principale agenzia d'intelligence turca, dal 25 maggio 2010 al 7 febbraio 2015, quando si è dimesso dal suo incarico per candidarsi alle elezioni parlamentari con il Partito della Giustizia e dello Sviluppo. Ha tuttavia ritirato la sua candidatura appena 30 giorni dopo, il 9 marzo, venendo nominato nuovamente capo dell'intelligence nel giro di poche ore.
È stato scelto come ministro degli Esteri del 67º governo della Turchia il 5 giugno 2023, in seguito al successo elettorale di Erdoğan al ballottaggio contro lo sfidante repubblicano Kemal Kılıçdaroğlu.

### Vita privata
Sposato dal 1988 con l'insegnante Ebru Şahin, la coppia ha due figli: Hakan Jr. ed Emine.